# Александер Граф Ламбсдорфф
Александер Себастьян Леонс фон дер Венге Граф Ламбсдорфф (нім. Alexander Sebastian Léonce von der Wenge Lambsdorff; нар. 5 листопада 1966, Кельн) — німецький дипломат і політик аристократичного походження.

## Життєпис
Після вивчання історії у Боннському університеті, у 1991–1993 рр. у рамках програми Фулбрайта він вивчав міжнародні відносини у Джорджтаунському університеті. Він був стажером у Європейській комісії та Фонді працівників ім. Фрідріха Науманна у Таллінні. Після завершення дипломатичної підготовки, він з середини 90-х років працював у Міністерстві закордонних справ. Він був прес-аташе у посольстві Німеччини у Вашингтоні (США). Він став одним із засновників Атлантичної ініціативи та Фонду Німеччина-Туреччина.
Він є членом Вільної демократичної партії, входив до керівних органів Альянсу лібералів і демократів за Європу. У 2004 році він вперше отримав мандат члена Європарламенту.

## Політична позиція
Після нападу отрути на Олексія Навального Ламбсдорфф закликав зупинити «Північного потоку-2» поки Росія порушує права людини. Він також згадав про поведінку Росії в війні на сході України.